# Subachoque
Subachoque es uno de los 116 municipios del departamento de Cundinamarca, Colombia. Se encuentra en la provincia de Sabana Occidente, a 45 km de Bogotá.  
Se sitúa entre Facatativá y Zipaquirá. Lo fundó Jacinto Roque Salgado el 16 de marzo de 1774. En 1861 fue escenario de la batalla de Subachoque, en la que el ejército de Tomás Cipriano de Mosquera derrotó al de Mariano Ospina Rodríguez. La región surte de productos alimenticios a Bogotá y a las poblaciones de la sabana. En las últimas décadas del siglo XX se desarrolló la siembra intensiva de flores para exportación.

## Toponimia

### Origen lingüístico[3]
- Familia lingüística: Chibcha
- Lengua: Muysccubun

### Significado
El topónimo «Subachoque» en muysc cubun (idioma muisca) significa «frente de trabajo». Otro posible significado es «Trabajo del Sol». Subachoque presenta los vocablos su-sua "sol", ba "digno", uba "rostro, semilla, flor". Esta expresión es un unificador de la imagen, parte de la identidad de las expresiones de la vida, cho "bueno", que-ke "fuerte, vigoroso", choque "trabajo", zoque "páramo, viento con lluvia.

### Origen / Motivación
Subachoque es un nombre que se ha mantenido con el paso del tiempo. El municipio se denominó así con relación en la comunidad indígena que habitó la región perteneciente a la familia lingüística chibcha.

### Nombres históricos
- San Miguel de la Puerta y Niño Jesús (1754)

## Historia
En la época precolombina, el territorio del actual municipio de Subachoque estuvo habitado por los subachoques y los chingas, pertenecientes a la Confederación Muisca. Cuando llegaron los conquistadores encontraron una población que disfrutaba de su territorio fértil con abundante caza y pesca. La existencia de yacimientos de sal en el territorio del municipio les permitía conservar los alimentos y realizar trueques periódicos con sus vecinos de las regiones bajas que hoy corresponden a los municipios de San Francisco, Supatá y La Vega donde obtenían a cambio de la sal, mantas, papas, productos agrícolas de la Sabana como el algodón para fabricar sus vestidos, además de otros alimentos que complementaban su alimentación. Por cientos de años hasta la actualidad, la vecindad con los municipios de clima medio ha permitido disfrutar de una nutrición variada. 
Como casi todos los municipios que tienen nombre de origen indígena, Subachoque ya existía como poblado y sitio de reunión cuando llegaron los españoles. Durante la Colonia, la Real Audiencia en 1594 adjudicó sus tierras a colonos españoles, quienes desplazaron la población nativa a los municipios de Tabio y Tenjo. Aún se mantienen cultivos como el de la papa y el maíz desde tiempos precolombinos, que convierten al municipio en uno de los mayores productores de papa de la región; por los colonizadores de igual forma se impulsó el cultivo de trigo y el desarrollo de las crías de ganado bovino para la producción lechera que se mantiene actualmente. 
El territorio de Subachoque y La Pradera está conformado por valles y montañas privilegiadas en recursos hídricos. El río Subachoque nace en el Alto de Boquete de la vereda El Guamal, Su nacimiento está rodeado de frailejones, lama y helechos que dan una configuración enigmática a este en torno a 3465 m s. n. m. que inicia como una pequeña caída de agua y se convierte, en pocos metros, en una exquisita cascada; el agua cubre unas piedras enormes tanto de alto como de ancho, y en el fondo forma una pequeña laguna que a su vez se transforma en un hilo de agua que luego recorre los municipios de Madrid, Facatativá y Funza. La abundancia de agua que proviene de los páramos cercanos es un privilegio para Subachoque, de su cuidado depende la sostenibilidad de la zona.
En los tiempos de los indígenas el cerro del Tablazo (3500 metros sobre el nivel del mar) era conocido con el nombre de Juniatamix, lugar sagrado de los muiscas donde, según dice la leyenda popular, el cacique de Chía y sus guerreros escondieron los tesoros de la Diosa de la Luna cuando llegaron los españoles. Junia significa poderoso y tamix era el arma o macana que utilizaban los guerreros. Con el tiempo esta montaña adquirió el apodo de Balcón de Colombia, pues en época de verano desde allí se puede divisar el noroccidente del país. En dicho cerro se encuentra ubicado el radar de la aerocivil que opera el aeropuerto El Dorado de Bogotá.
Junto al Tablazo se encuentra la pequeña cuenca hidrográfica llamada el Pantano de Arce. Esta laguna, que en un principio se llamó Juniatame, recibió el nombre que actualmente ostenta porque en la época de la colonia fue propiedad de don Luis de Arce quien la recibió del capitán Hernando de Velasco Angulo. Aunque los árboles, arbustos y matorrales fueron talados, este hermoso lugar sigue siendo uno de los predilectos por los turistas.
El cerro Juaica y la cadena montañosa adjunta son el límite natural de los valles de Subachoque y Tabio; alcanza los 3100 m.s.n.m. Se accede desde Subachoque por su vertiente occidental a través del antiguo camino del Arrayán. El cerro Juaica es un estratégico mirador sobre las mencionados poblaciones, los cerros de Majuy y el Tablazo, incluso parte de la ciudad de Bogotá. Su posición e imponencia hicieron que fuera un importante centro religioso para las comunidades muiscas que habitaban la sabana. Se dice que allí hay una puerta cósmica, que es un lugar perfecto para avistamientos, o que allí tienen los extraterrestres una pista secreta. 
La fundación formal de Subachoque se realizó el 16 de marzo de 1774. Se inició en la hacienda Las Puertas, cuando el sacerdote Jacinto Roque Salgado y Zubieta ordenó construir una capilla que él mismo denominó como San Miguel de la Puerta. En vista de que ese territorio montañoso no era propicio para construir casas, César Latorre le donó al religioso el solar donde se comenzó a edificar el actual municipio. Para la época, la región ya contaba con 750 habitantes y el mercado semanal de productos agrícolas adquiría cierta importancia.
La Iglesia mayor, que se levanta en el marco de la plaza principal, fue construida entre 1928 y 1946 bajo la administración de los párrocos Uriel Rodríguez y Ricardo González Hernández. Esta hermosa construcción que evoca el estilo gótico está consagrada a Cristo Rey y a San Miguel Arcángel. El párroco Ricardo González Hernández es conocido como el padre fundador, en 1972 fundó el colegio parroquial que lleva su nombre, que en 1992 pasó a ser administrado por el municipio y el departamento.
Desde hace cientos de años y hasta la actualidad Subachoque ha surtido de productos alimenticios a Bogotá y muchas poblaciones de la Sabana destacándose la producción de hortalizas y frutas como fresas, entre otros; hasta bien entrado el siglo XX desde sus veredas se enviaban semanalmente a Bogotá maderas para construcción. En las últimas décadas del siglo XX, junto a las tradicionales fincas surgieron agroindustrias de flores para la exportación; la construcción de carreteras posibilitó que muchos de sus habitantes vivieran en su territorio pero trabajaran en la capital o municipios aledaños como El Rosal, Facatativá y Tenjo. En los últimos años el turismo se ha convertido en fuente de empleo en restaurantes, hostales, granjas ecológicas y centros de eventos y convenciones.
En 1997 y mediante la Ordenanza 025 se creó un nuevo municipio en lo que era una inspección en la zona sur de Subachoque: el municipio de El Rosal.

## Turismo
Subachoque y La Pradera son rutas predilectas por grupos de ciclistas aficionados en la modalidad de ruta y montaña. Se destaca el ascenso al cerro El Tablazo, con una altimetría por encima de los 3100 m.s.n.m y rampas hasta del 19% en rectas cortas. La carretera que comunica con el municipio de Tabio cuenta con el alto de Canicas; la vertiente desde Tabio es la más dura con promedios máximos del 7%, bonitas curvas de herradura y un hermoso paisaje entre eucaliptos; la vertiente por Subachoque es más extensa, con varios falsos llanos y menor exigencia. También se destaca la vía hacia la inspección de La Pradera, una ruta con columpios cortos que permite acceder a caminos rurales que conducen a las veredas El Guamal, Rincón Santo, Cascajal, El Tobal y La Unión, y que llega hasta el municipio de Zipaquirá.

## Medios de comunicación
El municipio cuenta con la emisora radial local Subachoque Stereo, que se puede sintonizar en los 94.4 F.M. con una variada parrilla musical y programas de interés para la comunidad. La emisora se ha mantenido gracias al apoyo de ciudadanos y colectivos como las fundaciones Jeymar, Amigos de Subachoque y Prosubachoque.

### Hechos notables
- En 1855 los señores Sam Sayer, John James y Ralph Forest fundan la ferrería de Subachoque en el sitio de La Pradera para explotar un yacimiento de hierro de la región. Contaba con un alto horno y con el metal producido se fabricaban entre otras cosas mazas y fondos para los trapiches paneleros. Por dificultades de carácter religioso, pues uno de sus socios era protestante, tuvo una oposición muy activa de la autoridad eclesiástica local y se vio forzada a cerrar.
- En la década de 1880 la ferrería de La Pradera fue adquirida por nuevos socios que obtuvieron un contrato con el gobierno nacional para la fabricación de los primeros rieles para el tranvía de Bogotá y el ferrocarril de la Sabana. Las columnas que sostienen los palcos del teatro Colón también fueron fundidas en La Pradera. Infortunadamente la tecnología utilizada y las guerras civiles impidieron su desarrollo, por lo que se vio obligada a cerrar definitivamente a principios del siglo XX.
- Durante los días 25 y 26 de abril de 1861 se libró en el municipio la Batalla de Subachoque, conocida también como Batalla de Santa Bárbara o Campo Amalia, librada entre el ejército rebelde comandado por Tomás Cipriano de Mosquera y el ejército oficial del gobierno del presidente Mariano Ospina Rodríguez. Fueron más de mil hombres los caídos, entre muertos y heridos entre los que cayó en batalla días después el General José María Obando, siendo esta una de las batallas más sangrientas dentro de las innumerables guerra civiles que azotaron a Colombia durante el siglo XIX. El triunfo de Mosquera acabó con la Confederación Granadina y condujo a conformar los Estados Unidos de Colombia.
- En 1927 llegó al municipio el primer vehículo; un camión marca "Fowlers" impulsado por un motor de vapor. Pesaba siete toneladas y desarrollaba una velocidad máxima de 20km/h. Propiedad de Jorge Escandón y conducido por Juan Evangelista Gómez. Se utilizaba para transportar madera aserrada y carbón mineral de la finca "La Laja" hacia el municipio de Madrid.
- En 1928 llegó el primer bus de pasajeros. Era de marca Chevrolet con motor de 4 cilindros de propiedad de Marcos Latorre, también fue conducido por el señor Juan Evangelista Gómez.
- En 1946, 1947, 1968 y 1972 se accidentaron aviones en el cerro de El Tablazo. El de 1947 fue un avión de Avianca con 53 pasajeros, los de los otros años avionetas.
- En 1959 se inauguró el Aeropuerto Internacional El Dorado y, para controlar su espacio aéreo se instaló en el cerro de El Tablazo el principal radar del país, donde en medio de un espectacular paisaje a una altitud de 3.504 m s. n. m., hoy cumple una importante función.
- En 1972 se inauguró el primer trayecto de la autopista Bogotá-Medellín.
- En 1984 se utilizaron locaciones del pueblo y los alrededores para el rodaje de la película Cóndores no entierran todos los días.
- En 1991, el 3 de junio, en la inspección de La Pradera, en el predio de propiedad del señor Édgar Morales, el agricultor Juan Camargo descubrió una piedra ovalada que cubría un pozo de 5 metros donde se hallaba una tumba indígena que correspondía a un hombre de aproximadamente 30 años de edad y 1,47 m de estatura, quien posiblemente falleció de un golpe en la cabeza. El esqueleto apuntaba con los pies hacia la salida del sol y la orientación del cráneo hacia la puesta del sol. El trabajo de Jorge Ruge Camargo permitió estudiar el hallazgo. En la zona de La Pradera existía un antiguo cementerio indígena.
- En 2013 el 10 de agosto, se conmemoraron 120 años de la oficialización de La Pradera como centro urbano, un evento en el que se declaró al árbol tíbar (escallonia discolor) como símbolo de La Pradera. El gobernador Álvaro Cruz Vargas anunció la jornada extendida para la Institución Educativa Departamental La Pradera, siendo la primera institución oficial del municipio en contar con esta propuesta, desde ese año la IED La Pradera ha construido un proyecto educativo con base en la oralidad, la lectura y la escritura, con gran sensibilidad ecológica, artística, científica y ética.

## Geografía

### Límites Municipales
| Noroeste: Supatá     | Norte: Pacho | Nordeste: Zipaquirá |
| Oeste: San Francisco |              | Este: Tabio         |
| Suroeste: El Rosal   | Sur: Madrid  | Sureste: Tenjo      |

### División Político-Administrativa
Aparte de su cabecera municipal, Subachoque tiene bajo su jurisdicción los siguientes centros poblados: 
- Cascajal
- Galdámez
- La Pradera
- Llanitos

Además el municipio está compuesto con las siguientes veredas: Altania, Canica Alta, Canica Baja, El Guamal, El Páramo, El Tobal, El Valle, La Unión, La Yegüera, Pantano de Arce, Rincón Santo, Santa Rosa, La Cuesta, Santuario, Tibagota.

## Símbolos

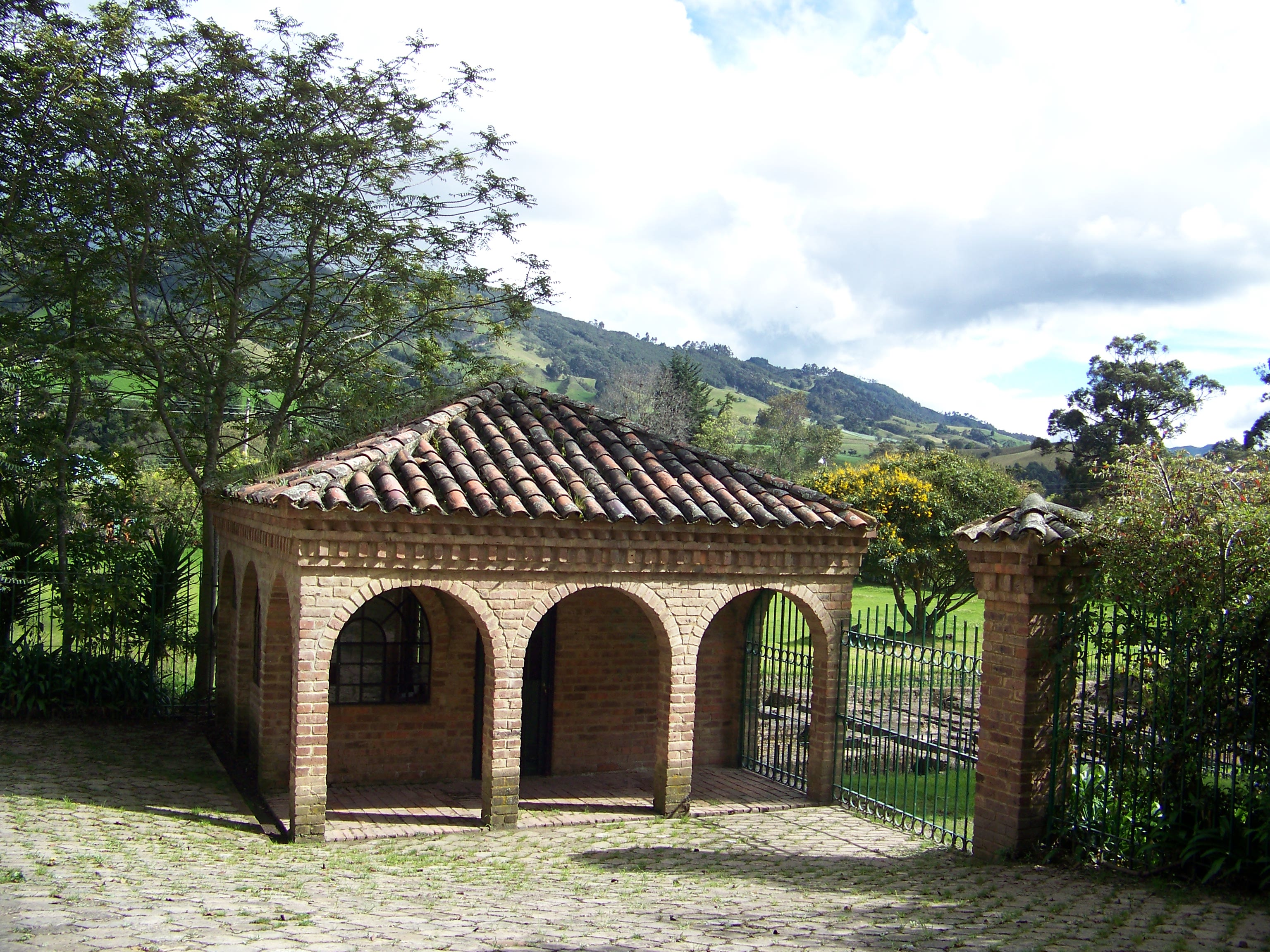
Entrada al parque La Ferrería.

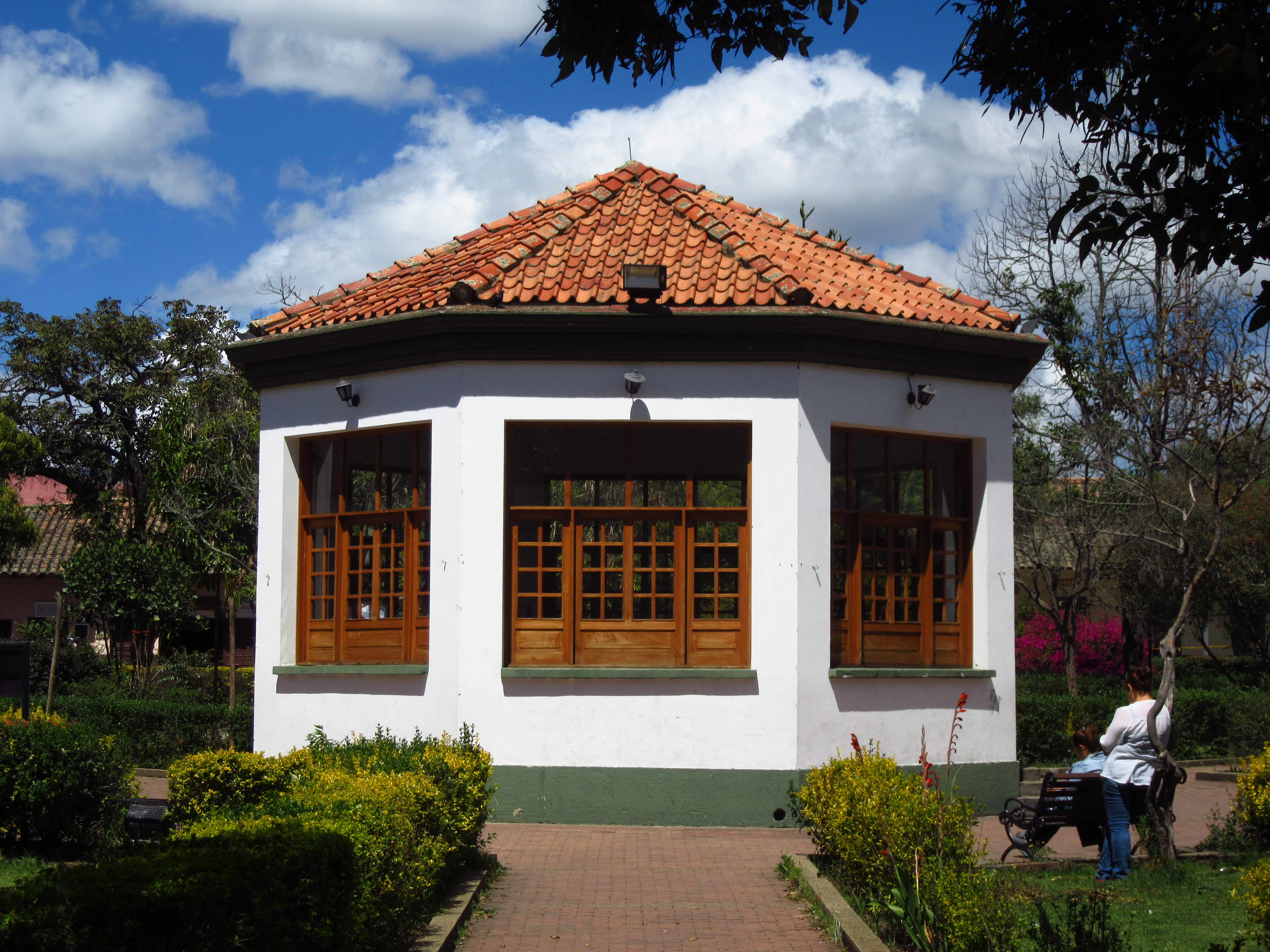
Pabellón en la plaza principal de Subachoque.

- Escudo. Según las actas del Concejo Municipal, desde 1974 el escudo que actualmente se conoce es símbolo representativo de Subachoque mediante acuerdo. El creador fue el doctor Alfredo Trendall. Su diseño es español, partido y entado en punta. En su parte superior lleva una cinta flotante en azul con letras de oro, que muestra el nombre del Municipio "Subachoque", que en idioma muisca significa "Frente de Trabajo". El escudo se divide en tres cantones o partes. En su cantón siniestro ostenta como símbolo un galpón con dos torres que recuerdan los antiguos hornos de la Ferrería de La Pradera. En su cantón derecho, como símbolo de esperanza, constancia, fertilidad, abundancia y libertad, trae un haz de espigas de trigo en oro, que representa los tradicionales cultivos del grano en los fértiles campos del municipio. En la punta, bajo el cielo azul, en sus colores naturales se representa el legendario cerro de El Tablazo, ubicado dentro del territorio municipal.

- Bandera. La bandera del municipio es un pendón de dos fajas horizontales de igual dimensión, en color verde la superior y amarillo oro la inferior, en porción de dos partes de alto por tres. El verde es homenaje a la vegetación de nuestros campos y montañas. El amarillo representa la riqueza de los fértiles suelos. Esta creación que es símbolo actual de los subachoqueños, debe su diseño a la exconcejal doña Rosita Carrisoza de Umaña.

- Árbol. El tíbar es símbolo de La Pradera y del municipio. Es una especie longeva, de crecimiento rápido y de tronco retorcido con una textura fibrosa que se desprende en largas tiras. Es colonizado por plantas epífitas (bromeliáceas, helechos y orquídeas). Las flores blancas de los tíbares atraen insectos polinizadores (moscas y abejas). En los alrededores de La Pradera, al norte del valle de Subachoque se pueden observar varios árboles tíbar.

- Himno..Mediante Acuerdo 32 del 11 de septiembre de 2001, del Honorable concejo Municipal se adoptó la letra .La composición es autoría del señor  Norberto Bonilla.

¡Subachoque frente de trabajo! Noble prole de paz y de amor.    Que valiente labriega la tierra. Con orgullo, coraje y tesón.
Son sus suelos riqueza ecológica
Patrimonio y tesoro ambiental;
Sus entrañas producen las mieses
Que sustentan  a un pueblo ideal.
La Pradera y sus suelos fecundos
Son cantera de lucha y sudor;
En su vientre se anidan las minas
Como el hierro, la sal y el carbón.
El Pantano y Guamal son recursos
Como fuente de vida y acción;
Allí nacen cristalinas aguas
Que alimentan la verde región.
El Tablazo es el cerro más alto
En la cumbre se encuentra el radar;
Y por ende le sirve a Colombia
Como ayuda, control y señal.
Cuando el alba y el frío nos invitan.
Al volver la mirada al oriente
En espera que el Juaica permita
Que los rayos del sol nos calienten.
De la cima se admira el paisaje
Y sus mantos de varios colores;
De esta tierra que fue tibio albergue
De los chibchas y los españoles.
En sus valles se erige el poblado
Imponente templo parroquial;
Y en septiembre fecha 29
Celebramos el día patronal.
La Bandera, el Escudo y el Himno
Son los signos de historia ancestral;
Porque marcan huellas indelebles
Que su raza  no puede olvidar.

## Indicadores de población

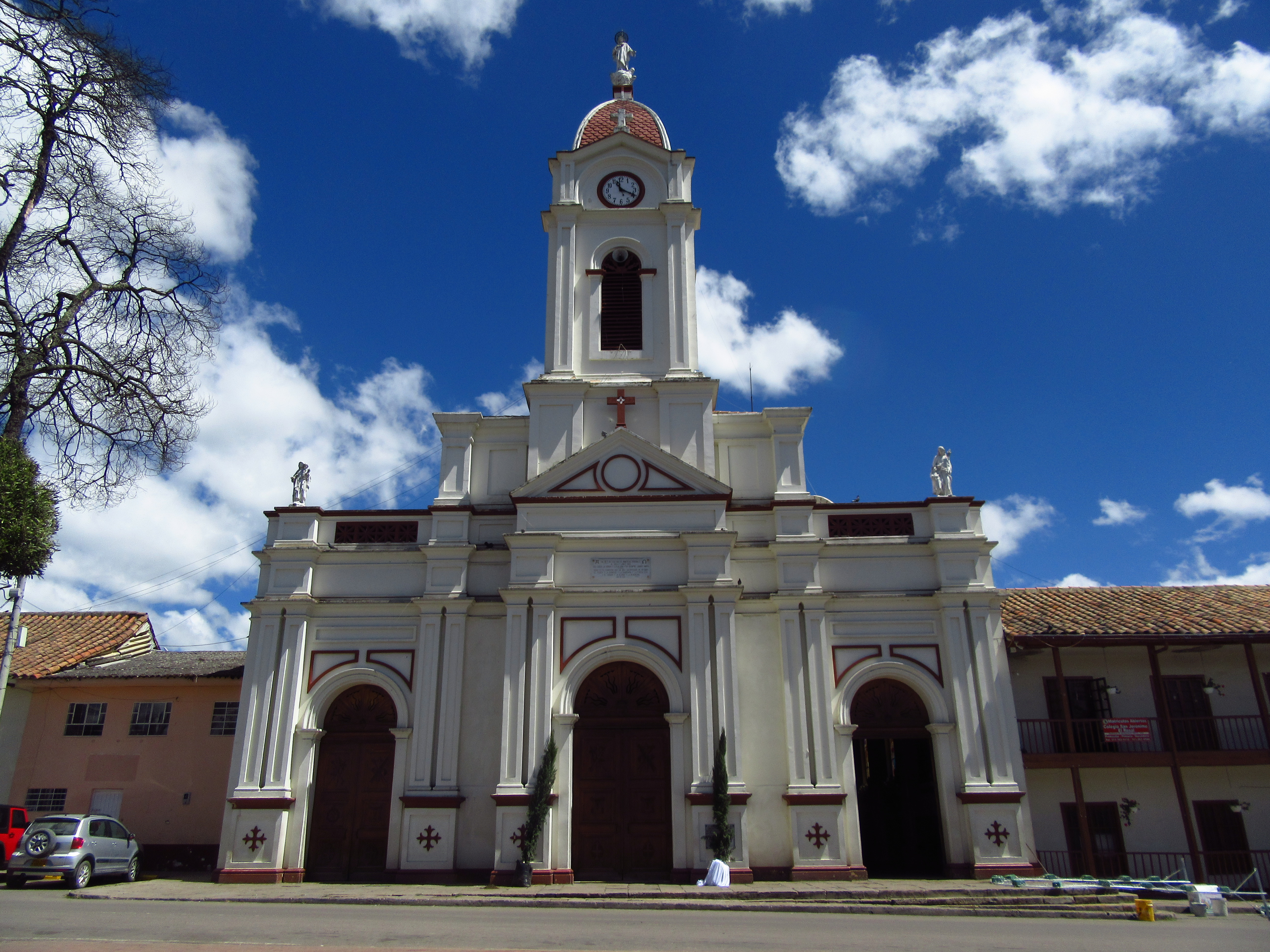
Fachada de la iglesia San Miguel Arcángel.

Subachoque es un municipio con una gran extensión rural. Su mayor densidad de población se encuentra en el casco urbano del municipio y el segundo lugar más denso en población es el centro poblado (inspección) de La Pradera, entre algunas veredas. 
- Densidad de población: 85 (Hab/km²) est. (2024)
- No. Habitantes Cabecera: 10533 est. (2024)
- No. Habitantes Zona Rural: 7531 est. (2024)
- Total: 18064

## Instituciones de educación
- Institución Educativa Departamental Ricardo González.
- Institución Educativa Departamental La Pradera.:
  - Sede A Bachillerato
  - Sede B Primaria
  - Sede El Guamal
  - Sede La Unión Héctor Alfonso Acero
  - Sede El Tobal
  - Sede Rincón Santo
  - Sede Cascajal María Auxiliadora
- Liceo Campestre Thomás de Iriarte.
- Colegio Eucarístico Campestre.
- Colegio San Miguel Arcángel.
- Liceo El Bosque (jardín y primaria)

## Servicios públicos
- Energía Eléctrica: Enel, es la empresa prestadora del servicio de energía eléctrica.
- Gas Natural: Vanti es la empresa distribuidora y comercializadora de gas natural en el municipio.

## Personajes ilustres
- Nemesio Camacho